# Temesszlatina község
Temesszlatina község (románul: Comuna Slatina-Timiș) község Krassó-Szörény megyében, Romániában. Központja Temesszlatina, beosztott falvai Illópatak, Ószadova, Újszagyva.

## Népessége
A 2011-es népszámlálás adatai alapján a község népessége 3074 fő volt.